# K.u.k. Leibgardeinfanteriekompanie
Die k.u.k. Leibgardeinfanteriekompanie war eine von insgesamt fünf Gardeformationen des Kaisers von Österreich und Königs von Ungarn.

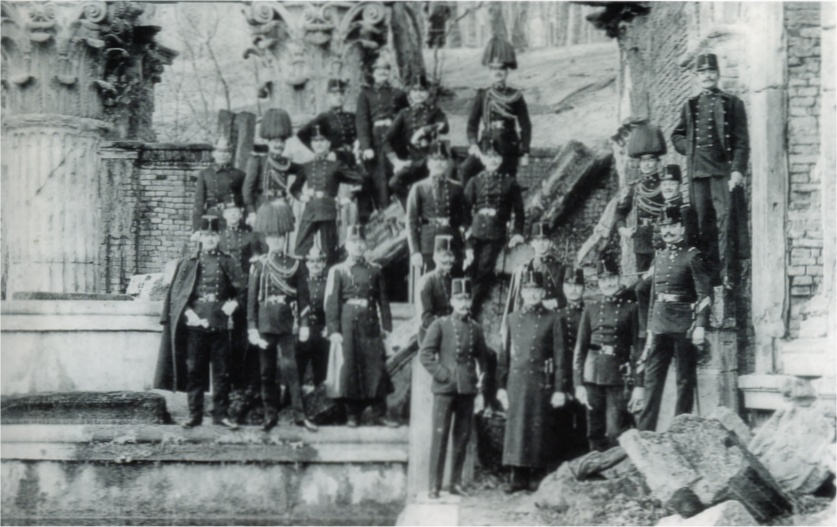
Die Leibgardeinfanteriekompanie posiert in der römischen Ruine im Schönbrunner Schlossgarten, 1908

## Stellung und Aufgaben
Die Garde der Doppelmonarchie Österreich-Ungarn setzte sich zusammen aus:
- Arcièren-Leibgarde
- königlich-ungarische Leibgarde
- k.u.k. Trabantenleibgarde
- 1904 wurde die königlich. ungarische (k.u.) Trabantenleibgarde als weitere Unteroffiziergarde errichtet
- k.u.k. Leibgardereitereskadron
- K.u.k. Leibgardeinfanteriekompanie

Im Gegensatz zu der Arcièren-Leibgarde und der k.u. Leibgarde war die k.u.k. Leibgardeinfanteriekompanie keine reine Offiziersgarde, sondern bestand in den unteren Rängen aus Unteroffiziersdienstgraden der Gemeinsamen Armee. Ein weiterer Unterschied lag darin, dass unter anderem neben der k.u.k. Leibgardereitereskadron und der Trabantenleibgarde nur noch die k.u.k. Leibgardeinfanteriekompanie dem Sinn und Zweck nach eine regelrechte Garde war, da die Arcièren-Leibgarde als auch die ungarische Leibgarde nur aus gesetzten älteren Herren bestand, denen die Zugehörigkeit zur Garde ehrenhalber verliehen worden war. Die österreich-ungarische Garde lässt sich nicht mit der anderer Monarchien vergleichen, da sie nur sehr bescheidene Dimensionen erreichte. Die k.u.k. Leibgardeinfanteriekompanie entsprach in etwa der Leibkompanie des 1. Garde-Regiment zu Fuß in Preußen.
Die Leibgardeinfanteriekompanie bestand aus nicht mehr als 300 Offizieren und Unteroffizieren, die für zwei bis drei Jahre von ihrem Stammtruppenteil abgestellt waren. Aufgabe war die Aufrechterhaltung von "Sicherheit, Ordnung und Sittlichkeit" in der Wiener Hofburg, sowie in den Gärten der Schlösser Schönbrunn und Laxenburg.
Als "Hofburgwache" mit Entschließung vom 17. März 1802 gegründet, bestand die Kompanie ursprünglich nur aus 87 Mann. Der Personalbestand wurde dann kontinuierlich erweitert, bis er 1839 280 Mann erreicht hatte. Mit einer Stärke von 278 Mann wurde sie am 1. September 1884 zur Leibgardeinfanteriekompanie umbenannt und unter die Garden eingereiht.

## Zusammensetzung
Der Kapitän der Trabantenleibgarde war zugleich der Kapitän der Leibgardeinfanteriekompanie. An Offizieren gab es daneben noch den Gardekompaniekommandanten, den Gardehauptmann, die Gardeoberleutnants und die Gardeleutnants. Die Gardemannschaft setzte sich zusammen aus den Gardefeldwebeln, den Gardezugsführern, den Gardekorporalen (alle im Feldwebelrang der Armeetruppen) und den Gardeinfanteristen im Zugsführerrang der Armeetruppen.

## Uniform
Paradeadjustierung
Sie bestand für die Gardemannschaften aus der Pickelhaube mit Rosshaarbusch, Rock mit Epauletten und Achselschnur, Pantalons, Mantel oder Regenmantel, Handschuhe, Halbstiefel, Leibriemen, Gardesäbel mit Portepee und Kuppel und Gewehr mit Stichbajonett. In dieser Ausrüstung rückte die Kompanie zum täglichen Wachdienst in der k.k. Hofburg (bei Anwesenheit des Kaisers), des Weiteren bei allen Hoffeierlichkeiten aus.

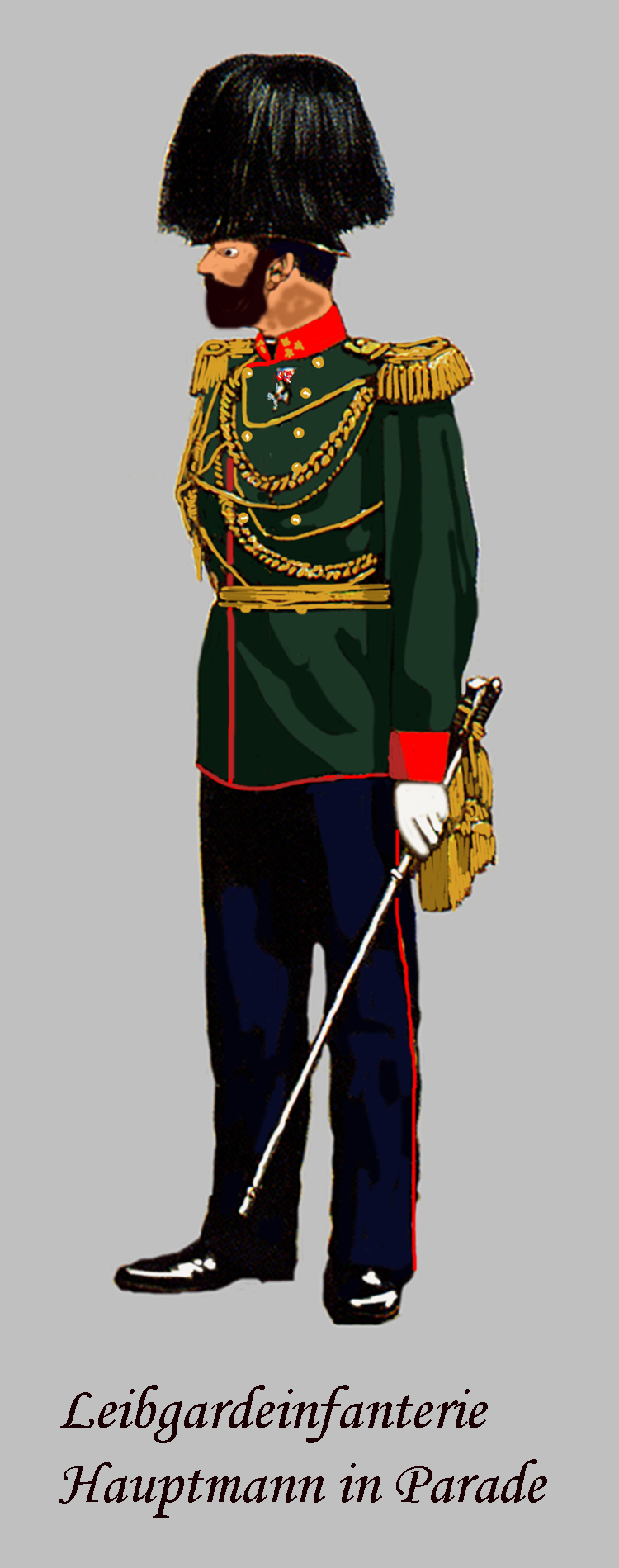
Gardehauptmann

Offiziere trugen die Pickelhaube mit Rosshaarbusch, Rock mit Epauletten und Bouillons, dunkelgrüne Pantalons, Radmantel oder Wintermantel, Säbel mit Säbelkuppel, Portepee, je nach Befehl mit Feldbinde, Handschuhe, Lackstiefeletten. Diese Adjustierung wurde hauptsächlich zu Hoffesten und sonstigen offiziellen, feierlichen Veranstaltungen getragen.
Dienstadjustierung
- Mannschaften, erste Variante:

Pickelhaube mit Rosshaarbusch, Rock ohne Epauletten, Pantalons, Mantel, Handschuhe, Gardesäbel mit Portepee und Kuppel, sowie Patronentasche aber ohne Gewehr. Diese Adjustierung war für feierliche Kirchgänge und für alle jene Fälle vorgeschrieben, in denen die Offiziere mit Paradekopfbedeckung erschienen.
- Mannschaften, zweite Variante:

Dienstadjustierung wie zuvor, jedoch ohne Rosshaarbusch, mit Epauletten, je nach Befehl mit Gewehr. Diese zweite Variante wurden von den Posten der Hofburg in Wien wenn der Kaiser nicht anwesend war, ferner zu Patrouillendienst in der Hofburg, als Posten bei den Hoftheatern, in den Hofmuseen und in der Schatzkammer getragen.
- Offiziere

Pickelhaube ohne Rosshaarbusch, Rock, blaugraue Pantalons, Mantel, Säbel mit Kuppel, Poertepee, Feldbinde, Handschuhe und Stiefeletten. Diese Adjustierung war bei allen dienstlichen Anlässen zu tragen, zu denen nicht die Paradeadjustierung vorgeschrieben war.

## Montur
- Die Pickelhaube bestand aus einer verzinnten Weißblechhaube mit Sonnen- und Nackenschirm, welche mit schwarzem Emaillelack überzogen war. Die Verzierungen waren aus vergoldetem Metall gefertigt. Auf der Vorderseite der Haube befand sich ein ziselierter, kaiserlicher Doppeladler. Der untere Rand hatte eine bandförmig vergoldete Einfassung, auf der Oberseite war eine Spitze zur Aufnahme des schwarzen Rosshaarbusches. Am Helm befand sich ein Schuppenband, das in der Regel auf dem Schirm aufgelegt blieb und nur bei Alarmierungen unter dem Kinn geschlossen wurde. Das Schuppenband bestand aus zwei Teilen, deren jedes aus einer Rosette, dem Band, zehn Schuppen und einer Schließe bestand. Die Metallteile des Helms waren aus Tombak gefertigt, bei dem der Offiziere waren die Beschläge vergoldet. Die Rosetten waren mit einem Löwenkopfemblem verziert, die Schuppen des Bandes bildeten mattgeprägte Lorbeerblattspitzen mit Beeren.
- Die Feldkappe der Mannschaft war aus dunkelgrünem Tuch in der Form des Infanterietschakos. In der vorderen Mitte befand sich eine Schlinge aus schwarz-gelber Seidenschnur, mit einem kleinen, glatten, vergoldeten Knopf und darüber ein gelbseidenes Röschen mit goldgesticktem „allerhöchstem Namenszug“ (FJI) auf schwarzem Seidengrund.
- Der Waffenrock war aus dunkelgrünem Tuch mit scharlachroter Egalisierung und Passepoilierung. Die Knöpfe in zwei Reihen zu je acht waren glatt vergoldet. Die Waffenröcke der Gardeoffiziere glichen jenen der Mannschaften, jedoch mit dessinierten, vergoldeten Knöpfen, Dienstgradabzeichen entsprechend den Infanterieoffizieren. Auf den Achseln gab es je eine, scharlachrot unterfütterte Querspange aus Goldgespinst (sog. Passanten), welche zur Befestigung der Epauletten dienten. Bei Offizieren waren die Querspangen in der Längsmitte mit einem schwarzen Streifen ausgestattet. Die Epauletten und geschuppten Zungen bestanden bei den Mannschaften aus Tombakblech mit einem Doppeladler aus grau oxidiertem Metall im Halbmond. Die Epauletten der Offiziere hatten eine gestickten Doppeladler, die Wulste der Halbmonde waren aus Goldschnur gefertigt. An den Halbmonden waren goldene Bouillons angebracht. Die Achselschnur wurde nur zu Paradezwecken angelegt. Sie bestand aus zwei, ungleich langen geflochtenen Zöpfen mit je zwei Begleitschnüren und an deren Ende mit je einer aus Messing gepressten, vergoldeten Schnurspitze. Bei den Mannschaften bestand die Achselschnur aus kaisergelber Seide, bei den Offizieren aus Goldgespinst. Sie wurde auf beiden Achseln befestigt und quer über die Brust getragen.
- Die Pantalons waren aus dunkelgrünem Tuch im Schnitt wie für Offiziere gefertigt und mit ponceauroten Passepoils ausgestattet
- Die Mäntel bestanden aus dunkelgrünem Tuch mit ponceauroter Passepoilierung und Parolis. Nur bei der Leibgardeinfanterie gab es den Regenmantel aus blaugrauem Loden, welcher die Form einer Pelerine hatte.

## Bewaffnung
Bewaffnet war die Mannschaft mit dem Gardesäbel, die Offiziere mit dem Infanterie-Offizierssäbel. Der Gardesäbel hatte eine glatt geschliffene und mäßig gekrümmte Klinge von 77 Zentimetern. Am Griff wies sie eine Breite von 2,7 Zentimetern auf. Die Klinge war mit einem doppelten Hohlschliff ausgestattet. Der eingekerbte, aus Holz gefertigte Griff war mit Fischhaut überzogen, das Säbelgefäß bestand aus Messing. Die Scheide war aus Stahlblech hergestellt und mit geschwärztem Leder überzogen. Auch hier waren die Beschläge aus Messing.
Als Feuerwaffe diente das Repetiergewehr M 1888/90 vom System Mannlicher, dessen Garnitur (Beschläge) im Gegensatz zum normalen Armeegewehr aus Messing bestanden. Der untere Riemenbügel war statt am Kolben weiter oben am Magazinkasten befestigt. Zum Gewehr gehörte ein Stichbajonett mit einer Länge von 44,5 Zentimetern. Es steckte in einer Scheide aus Holz mit einem schwarzen Lederüberzug. Am oberen Ende befand sich ein Traghaken zum Einhängen in die Doppeltasche für Säbel und Bajonett. Die Tasche wurde am schwarzen Leibriemen aus Lackleder mit durchbrochener, vergoldeter Schließe, stets übergeschnallt getragen. Bei Alarmierungen wurde zusätzlich mit zwei Patronentaschen ausgerückt, deren jede aus einem ledernen Kasten mit Deckel bestand. Der Deckel wurde mittels einer Strupfe und einem Messingknopf am Kastenboden geschlossen. Auf den Patronentasche befand sich ein Emblem aus vergoldetem Tombakblech, welches den Namenszug FJI mit darübergesetzter Krone darstellte. Die Patronentasche war innen in vier Fächer geteilt und fasste sechs Patronenrahmen.

## Dienstgradabzeichen
Alle Mannschaften trugen je drei Seidensterne auf dem Kragen -
der Gardeinfanterist zusätzlich ein 1,5 Zentimeter breites dessiniertes Börtchen aus kaisergelber Seide wie beim Feldwebel des Heeres.
der Gardekorporal zusätzlich ein 1,8 Zentimeter breites Börtchen aus kaisergelber Seide mit je einem ein Millimeter breiten Streifen an den Seiten.
der Gardezugsführer hatte zusätzlich ein 2 Zentimeter breites, doppelt dessiniertes Börtchen aus kaisergelber Seide mit je einem in der Mitte eingewebten, ein Millimeter breiten Streifen.
der Gardefeldwebel hatte zusätzlich ein 2,2 Zentimeter breites, dessiniertes Börtchen aus kaisergelber Seide mit einem in der Mitte eingewebten, zwei Millimeter breiten Streifen
Offiziere trugen die Rangabzeichen gemäß den Vorschriften für Infanterieoffiziere.